# Радзьонкув
Радзьонкув (пол. Radzionków, нім. Radzionkau) — місто в південній Польщі. Розташоване у Верхньосілезькому промисловому районі.
Належить до Тарногурського повіту Сілезького воєводства.

## Демографія
Демографічна структура станом на 31 березня 2011 року:
|          | Загалом | Допрацездатний вік | Працездатний вік | Постпрацездатний вік |
| -------- | ------- | ------------------ | ---------------- | -------------------- |
| Чоловіки | 8341    | 1539               | 5779             | 1023                 |
| Жінки    | 8862    | 1466               | 5411             | 1985                 |
| Разом    | 17203   | 3005               | 11190            | 3008                 |